# Catherine Grey
Lady Catherine Grey (parfois épelée “Katherine”) (25 août 1540 - 26 janvier 1568), Comtesse d’Hertford, fut la seconde fille d’Henry Grey, 1er duc de Suffolk et de Lady Frances Brandon. C’était la sœur cadette de Lady Jeanne Grey, et l’aînée de Lady Marie Grey. Elle naquit à Bradgate Park, Leicester.
Ses grands-parents maternels étaient Charles Brandon, 1er duc de Suffolk, et Marie Tudor, ancienne reine de France, fille d’Henri VII d'Angleterre et d’Élisabeth d'York, et sœur cadette d’Henri VIII d’Angleterre.

## Premier mariage
Catherine fut mariée à Henry Herbert, fils de William Herbert, 1er comte de Pembroke, et d'Anne Parr, à Durham House le 21 mai 1553, le jour où sa sœur Jeanne épousa Guilford Dudley. Après le mariage, Catherine fut envoyée vivre avec son époux au château de Baynard, sur la Tamise.
Jeanne Grey était l’héritière désignée d’Édouard VI d’Angleterre, fils d’Henri VIII, et de sa troisième épouse Jeanne Seymour. Édouard VI mourut le 6 juillet 1553, et Jeanne fut proclamée Reine le 10 juillet, Édouard VI ayant évincé ses demi-sœurs Marie, fille de Catherine d’Aragon, et Élisabeth, fille d’Anne Boleyn, de la succession.
Jeanne fut déposée en faveur de Marie le 19 juillet 1553. Le comte de Pembroke voulut alors se distancier de la famille Grey. Il jeta Catherine hors de sa maison, et divorça d’elle, affirmant que leur mariage n’avait pas été consommé.
La reine déposée fut exécutée le 12 février 1554. Marie continua à régner jusqu’à sa mort, le 17 novembre 1558. Elle était alors la seconde épouse de Philippe II d’Espagne. Marie mourut sans enfant et sa jeune demi-sœur Élisabeth lui succéda.

## Prétention au trône d’Angleterre.
Élisabeth était elle-même célibataire et sans enfant. La discussion autour de sa succession mettait Catherine Grey au premier plan. En tant que petite-fille de Marie Tudor, et arrière-petite-fille d’Henri VII, Catherine pouvait légitimement prétendre au trône d’Angleterre. En fait, suivant les volontés d’Henry VIII, elle pouvait revendiquer d’être la première en ligne de succession et constituait par conséquent un danger pour la reine Élisabeth , comme Jeanne l'avait été pour la Reine Marie. Cependant, la reine parut être assez chaleureuse envers Catherine, potentielle héritière protestante, et on pense qu'elle envisagea même de l'adopter.

## Second mariage
Alors qu'elle était à la cour de la reine Marie, Catherine était devenue amie avec Jeanne Seymour, fille d'Édouard Seymour, premier duc de Somerset et neveu de la troisième épouse d'Henri VIII. Grâce à elle, Catherine fit la connaissance de son frère Édouard Seymour, premier comte d'Herford, et tomba amoureuse de lui. Lady Catherine l'épousa secrètement. Le mariage eut lieu chez Édouard, à Canon Row, et Jeanne Seymour fut la seule témoin. Il n'y a pas de traces officielles du mariage, qui fut jugé invalide puisque la reine n'y avait pas donné son accord.
La reine Élisabeth envoya Édouard en France avec Thomas Cecil, le fils aîné de William Cecil. Ils allèrent faire le tour de l'Europe pour améliorer leur éducation. Seymour confia à son épouse un document qui, en cas de décès, lui permettrait de prouver son mariage et d'hériter de ses biens. Catherine, cependant, perdit le document. Quand la fragile Jeanne Seymour mourut de la tuberculose, Catherine était non seulement seule à la Cour, mais de plus elle n'avait aucun moyen de prouver son mariage.
Catherine cacha son mariage de quiconque pendant plusieurs mois, même après qu'elle fut devenue enceinte; dans son huitième mois de grossesse, alors qu'elle voyageait vers Ipswich avec la cour, elle ne se vit plus d'autre choix que de trouver de l'aide auprès de membres influents de la cour. Elle se confia tout d'abord à Bess de Hardwick, Lady Saintloe. Cependant, Bess, effrayée à l'idée que Catherine et elle-même puissent être exécutée pour une telle trahison, non seulement refusa d'aider la jeune femme mais lui reprocha également de l'avoir impliquée dans cette affaire. Catherine visita ensuite secrètement Robert Dudley, beau-frère de sa sœur Jeanne, dans sa chambre de nuit, et le supplia de l'aider. Dudley refusa également, puis, craignant que la reine découvre la visite et suspecte une liaison, alla dire à Élisabeth tout ce qu'il savait.
Élisabeth fut furieuse de découvrir que sa cousine, si proche du trône, s'était mariée sans sa permission, qui plus est avec un homme qu'elle n'appréciait pas. Catherine fut emprisonnée à la Tour de Londres, où Édouard la rejoint à son retour en Angleterre. Même Bess d'Hardwick fut emprisonnée, car Élisabeth était convaincue que ce mariage faisait partie d'un plus large complot organisé contre elle-même.
Le mariage fut annulé en 1562, mais donna le jour à deux enfants, tous deux nés à la Tour:
- Édouard Seymour, Lord Beauchamp de Hache (1561–1612), ancêtre des ducs de Somerset ;
- Thomas Seymour (baptisé le 11 février 1563, mort le 11 août 1600), marié à Isabel Onley (m. le 20 août 1619), sans enfants. Ils sont enterrés tous deux dans l'Église Sainte-Marguerite de Westminster, sous un monument à leur effigie[1].

## Décès et postérité
Lady Catherine mourut à 27 ans à Cockfield Hall, le 26 janvier 1568. Elle fut enterrée dans la chapelle de Cockfield, dans l'église de Yoxford, dans le Suffolk.
Ses enfants furent tout d'abord considérés comme inaptes à succéder au trône, du fait de l'annulation du mariage, ce qui les rendait techniquement illégitimes. Cependant, par la suite sous le règne d'Élisabeth Ire, puis plus tard celui de Jacques Ier d'Angleterre, ils furent considérés comme de potentiels héritiers à la Couronne.
Le fils de Catherine, Edward Seymour (Lord Beauchamp), épousa Honora Rogers avec qui il eut un fils, William Seymour (2e duc de Somerset), qui causerait plus tard des problèmes pour avoir épousé secrètement Arbella Stuart, une autre cousine prétendante au trône d'Angleterre. Le 3 mars 1616, il épousa en secondes noces Lady Frances Devereux, fille de Robert Devereux (2e comte d'Essex) et de Frances Walsingham, avec qui il eut sept enfants.

## Dans la littérature
Catherine Grey est, aux côtés de ses soeurs, l'héroïne du roman Reines de sang (The Last Tudor, 2017), de l'écrivaine britannique Philippa Gregory.

### Source
- (en) Cet article est partiellement ou en totalité issu de l’article de Wikipédia en anglais intitulé « Lady Catherine Grey » (voir la liste des auteurs).